# Andrzej Maj (reżyser)
Andrzej Maj (ur. 1 września 1950 w Krakowie, zm. 16 czerwca 2005) – polski reżyser teatralny i filmowy, autor programów telewizyjnych, radiowych, spektakli Teatru Telewizji i filmów dokumentalnych, w latach 70. związany z Piwnicą pod Baranami.

## Życiorys

### Wczesne lata
Był synem farmakologa Jerzego Maja.
Pracę na planie filmowym zaczął jako asystent reżysera w 1973 roku. W 1974 współpracował przy dokumencie Sekunda ciszy Tadeusza Lisa i Macieja Szumowskiego.

### W Piwnicy pod Baranami
Na początku lat 70. związał się ze środowiskiem Piwnicy pod Baranami. Został członkiem jej zespołu, a równocześnie asystentem Piotra Skrzyneckiego. Jak wspominał: „Trudno nazwać to, co robiłem w Piwnicy. Byłem najpierw asystentem Piotra, sekretarzem, sprzątaczką, chłopcem na posyłki, szoferem, potem awansowałem na współpracownika, pisałem razem z nim scenariusze, reżyserowałem”. 
Przekonał do występów na deskach kabaretu Jana Kantego Pawluśkiewicza i Marka Grechutę. W Piwnicy wyreżyserował szereg spektakli, m.in. Wieje przez aleje wiatr listopadowy... z muzyką Zbigniewa Preisnera, Tu nie chodzi o Mozarta ani o Chopina (1977) na podstawie Dzienników Gombrowicza z muzyką Zygmunta Koniecznego i Marka Grechuty, z udziałem aktorskim Pawluśkiewicza, i Romantyczność. Maj obsadził w tych sztukach aktorów Narodowego Starego Teatru, mimo początkowego oporu Piotra Skrzyneckiego, który wolał angażować amatorów.
Współuczestniczył we wprowadzeniu do repertuaru Piwnicy „piosenek gazetowych”, sugerując Preisnerowi napisanie muzyki do tekstu wywiadu prasowego z rzeźbiarzem Marianem Koniecznym. W reakcji na powstałą w ten sposób piosenkę Marian Konieczny chciał pozwać jej autorów do sądu.
W Piwnicy pod Baranami działał wraz ze swoją żoną Krystyną Szczepańską, która w latach 70. regularnie przygotowywała dekoracje do kabaretu. Maj wspominał: „Nie było wtedy na nic pieniędzy, więc każde Piwniczne przedsięwzięcie poprzedzały żebracze wędrówki do fabryki papierosów po odrzuty tektury, do fabryki czekolady Wawel po kolorowe papierki od cukierków, staniol, złotko, do Nowej Huty po bibułę i czerwone płótno, do Andrychowa po wybrakowane materiały, do wytwórni bombek choinkowych po potłuczone bombki i tak dalej, i tak dalej. Z tych wszystkich braków i odrzutów robiło się potem cudowne dekoracje”.
Maj i Szczepańska obydwoje współorganizowali z Piwnicą widowisko 149-lecie Zawodu Pisarskiego J. I. Kraszewskiego. W 1976 roku znaleźli się w Komitecie Jubileuszowym przygotowującym uroczyste obchody dwudziestolecia Piwnicy pod Baranami. W styczniu 1979 Andrzej Maj po raz pierwszy zaprosił do kabaretu Annę Szałapak.
Wraz z Piotrem Skrzyneckim i Romaną Belczyk-Bobrowską tworzył na antenie Radia Kraków audycję Duma i ozdoba miasta K. o krakowskim Rynku Głównym. Autorzy audycji wyszukiwali archiwalne teksty, np. fragmenty pamiętników Ambrożego Grabowskiego czy Marii Estreicherówny, i zlecali ich wykonanie piwnicznym artystom, najczęściej do muzyki Zygmunta Koniecznego.
W 1978 Maj wystąpił w słuchowisku Teatru Polskiego Radia Doktor Piotr na podstawie prozy Stefana Żeromskiego w reżyserii Romany Mater.
Piotr Ferster wspominał: „Andrzej Maj, następny z grona Piwnicznych atlasów, podtrzymujących Piwniczne sklepienie, które bez takich jak on dawno by runęło. Andrzej i jego ówczesna żona Krysia byli nieodłącznym składnikiem Piwnicznego pejzażu lat siedemdziesiątych. Najpierw sami, potem z małą Magdą pod pachą, od rana do wieczora angażowali się w Piwniczne sprawy, zapominając o własnych. Kiedy trzeba było zawieźć telewizor cioci Oli do naprawy, odwieźć Bartka Litwina do Zakopanego, przeprowadzić panią Dyjakowską z całą rodziną z Pszczyny do Krakowa, zawsze Andrzej był pierwszy do pomocy. (...) Tyle brał sobie na głowę, że nikt się nie dziwił, kiedy po drodze gubił kwit naprawy telewizora, cenny rękopis lub własne dziecko, deponowane co chwila gdzie indziej”.

### Reżyser telewizyjny i teatralny
Po odejściu z Piwnicy zaczął pracę w Telewizji Kraków, początkowo jako asystent, później jako reżyser. Studiował w Państwowej Wyższej Szkole Filmowej, Telewizyjnej i Teatralnej im. Leona Schillera w Łodzi.
Od 1979 roku realizował spektakle Teatru Telewizji. Wyreżyserował łącznie ponad trzydzieści spektakli telewizyjnych, w których występowali m.in. Jerzy Trela, Krystyna Feldman, Anna Dymna, Stanisława Celińska, Dorota Segda, Krzysztof Globisz, Zbigniew Zamachowski, Edward Linde-Lubaszenko, Anna Polony, Danuta Szaflarska i Wiesław Wójcik. W 1988 roku otrzymał Nagrodę Indywidualną Przewodniczącego Komitetu ds. Radia i TV „za twórcze reżyserskie poszukiwania nowych form w telewizyjnym teatrze dla dzieci i młodzieży oraz za reżyserię spektaklu Wiosenne wody”. Był autorem filmów dokumentalnych Zawsze w sobotę czyli pamiętnik Piotra S.  o Piotrze Skrzyneckim (1981) i Jest taki człowiek o Jerzym Treli (1998).
W latach 80. był aktywny jako reżyser teatralny. Jego inscenizacje wystawiały m.in. Tarnowski Teatr im. Ludwika Solskiego, Teatr im. Stefana Jaracza w Łodzi i Teatr Nowy w Łodzi. Inspirowali go m.in. Witkacy, Gombrowicz i Hasior.

### Życie prywatne
Maj był żonaty ze scenografką Krystyną Szczepańską, z którą miał córkę Magdalenę.
Jego drugą żoną była Aleksandra Konieczna, którą obsadził w kilku swoich spektaklach. Miał z nią córkę Julię, której jednak nie wychowywał. Konieczna wspominała: „To nie było łatwe małżeństwo. Rodziny, jako takiej nie było. Myśmy się dosyć szybko rozstali. Moja córka miała rok”.
W ostatnich latach życia był uzależniony od alkoholu.
Zmarł 16 czerwca 2005. Został pochowany w grobie rodzinnym na cmentarzu Rakowickim w Krakowie.

## Filmografia
- 1979: Cathlen, córka Houlihana (spektakl telewizyjny)
- 1981: Zawsze w sobotę czyli pamiętnik Piotra S. (film dokumentalny) – o Piotrze Skrzyneckim
- 1981: My wciąż spieszący (spektakl telewizyjny)
- 1981: Kocham cię za to, że cię kochać muszę (spektakl telewizyjny)
- 1982: Znana nasza (spektakl telewizyjny)
- 1982: Milczeć pogodnie (spektakl telewizyjny)
- 1983: Droga do Czarnolasu (spektakl telewizyjny)
- 1984: Wiersze i krajobrazy (widowisko telewizyjne)
- 1984: Piękność z Amherst (spektakl telewizyjny)
- 1984: Obszar swobody (spektakl telewizyjny)
- 1985: Nad wodą wielką i czystą (spektakl telewizyjny)
- 1986: Twarze Witkacego, czyli Regulamin Firmy Portretowej (spektakl telewizyjny)
- 1986: Koty? Koty! (spektakl telewizyjny)
- 1987: Wiosenne wody (spektakl telewizyjny)
- 1987: Trąd w pałacu sprawiedliwości (spektakl telewizyjny)
- 1987: Kopciuszek (spektakl telewizyjny)
- 1988: Tunel (spektakl telewizyjny)
- 1989: Idę łąko ku tobie czyli Iłżecki romans Bolesława Leśmiana (spektakl telewizyjny)
- 1989: Historia Witolda Gombrowicza (spektakl telewizyjny)
- 1990: Spadkobiercy (spektakl telewizyjny)
- 1990: Przerwa w podróży (spektakl telewizyjny)
- 1990: Minna von Barnhelm (spektakl telewizyjny)
- 1991: Przeprowadź mnie przez samotność, starość i śmierć (spektakl telewizyjny)
- 1991: Polowanie na kaczki (spektakl telewizyjny)
- 1992: Nieporównany Crichton (spektakl telewizyjny)
- 1992: Giacomo Joyce (spektakl telewizyjny)
- 1993: Obrazki z wystawy (spektakl telewizyjny)
- 1994: Abbadon. Anioł zagłady (spektakl telewizyjny)
- 1994: Księżniczka na ziarnku grochu (spektakl telewizyjny)
- 1995: Anioł (spektakl telewizyjny)
- 1996: Nieposłuszna mama (spektakl telewizyjny)
- 1996: Biała (spektakl telewizyjny)
- 1997: Julian Tuwim - moje słowa (spektakl telewizyjny)
- 1998: Jest taki człowiek (film dokumentalny) – o Jerzym Treli

## Teatr
- 1979: Niebezpieczne związki (Tarnowski Teatr im. Ludwika Solskiego)
- 1982: Jednorożec z gwiazd (Teatr im. Stefana Jaracza w Łodzi)
- 1982: Historia, czyli tu wcale nie chodzi o Mozarta (Teatr im. Stefana Jaracza w Łodzi)
- 1983: Ozimina (Teatr im. Stefana Jaracza w Łodzi)
- 1984: Legenda (Teatr Nowy w Łodzi)
- 1985: Pornografia (Teatr im. Stefana Jaracza w Łodzi)